# Лукиан (Мик)
Епи́скоп Лукиа́н (рум. Episcop Lucian, в миру Лучиан-Флорин Мик, рум. Lucian-Florin Mic; род. 9 сентября 1970 или 1970, Арад) — епископ Румынской православной церкви, епископ Карансебешский (Банатская митрополия).
Тезоименитство — 15 октября (Лукиана, пресвитера Антиохийского).

## Биография
С 1977 по 1985 год учился в общей школе № 10 города Арад, а в 1985—1987 годах — в Арадском теоретическом лицее им. Моисея Никоары. В 1987 году поступил в духовную семинарию-лицей им. епископ Иоанна (Попасу), которую окончил в 1992 году.
14 августа 1991 года был пострижен в рясофор. 24 июля 1992 года был рукоположён в сан диакона епископом Арэдским Емилианом, а на следующий день — во пресвитера архиепископом Арадским Тимофеем. С 1 августа 1992 года по 1 января 1994 года служил в Монастыре Ходош-Бодрог.
В 1992 году поступил на пастырское отделение факультета теологии Университета имени Аурела Влайку в Араде, который окончил в 1996 году, защитив работу «„Лимонарий“ Иоанна Мосха — патристическое исследование».
С 1 сентября 1994 года служил в митрополичьем соборе Тимишоары. 1 июля 1995 года был переведён настоятелем в Мироточный монастырь в Ромынештах, где в 1998 году был подстрижен в монашество с именем Лукиан.
В декабре 1999 года был возведён в сан протосинкелла. 1 декабря того года был назначен экзархом (благочинным) монастырей Тимишоарской архиепископии. 30 января 2000 года возведён в сан архимандрита.
12 сентября 2000 года был избран, а 1 октября того же года был хиротонисан во епископа Лугожского, викария Тимишоарской архиепископии с освобождением от прежних послушаний.
В 2001—2004 годах проходил аспирантуру на богословском факультете в Орадском университете.
8 февраля 2006 года решением Священного Синода Рымынской православной был избран правящим епископом Карансебешским. Его настолование последовало 26 февраля того же года в кафедральном соборе святого Георгия в Карансебеше.
Со времени образования епископской кафедры в Карансбереше в 1865 году правящие архиереи стремились возвести там подобающий собора. При епископе Лукиане было завершено строительство и 12 сентября 2010 года состоялось освящение кафедрального собора «Воскресение Господа».
С 2009 по 2012 год — докторант богословского факультета Крайовского университета. В 2013 году был удостоен степени доктора богословия защитив диссертацию «Отношения Румынской Православной Церкви в Банате с Сербской Православной Церковью во второй половине XIX века».